# Nico Verhoeven (wielrenner)
Nico Verhoeven (Berkel-Enschot, 2 oktober 1961) is een voormalig Nederlands wielrenner. Hij was beroepsrenner tussen 1985 en 1995. Sinds eind jaren 90 tot en met 2019 was hij actief als ploegleider bij Team LottoNL-Jumbo en de voorlopers daarvan. Hij woont in het Belgische Oud-Turnhout. 
Als prof reed hij achtereenvolgens voor:
- Skala (hij reed voorop in de Amstel Goldrace toen Gerrie Knetemann hem passeerde en vervolgens huilend over de streep ging als winnaar)
- Superconfex-Yoko - Kwantum Hallen-Yoko (voor deze ploeg won hij een Touretappe)
- PDM (bij deze ploeg was hij de eerste uitvaller tijdens het voedselvergiftigingschandaal in de Tour van 1991)

Verhoeven startte drie keer in de Tour de France en boekte in die ronde één etappezege in Berlijn in 1987. Daarnaast was hij een helper van sprinter Jean-Paul van Poppel, die in de Tour van 1988 vier etappes op zijn naam schreef. 
Verhoeven schreef in totaal 26 wedstrijden op zijn naam en was voor zijn overstap naar het wegrennen een talentvol veldrijder. In die discipline werd Verhoeven in 1978 nationaal kampioen bij de nieuwelingen. Na zijn actieve carrière werd hij ploegleider van de Rabobank amateurploeg en later van het Continental team. Per 2010 maakte hij de overstap naar het Rabobank Pro Tour Team.

## Belangrijkste overwinningen
1987
- Zottegem - Dr. Tistaertprijs
- 1e etappe Tour de France

1990
- 1e etappe Ronde van Mexico
- 2e etappe Ronde van Mexico

1992
- Omloop der Vlaamse Ardennen Ichtegem
- 3e etappe Ronde van Murcia

1994
- 4e etappe Ster van Bessèges

## Resultaten in voornaamste wedstrijden
| Jaar | Ronde van Italië | Ronde van Frankrijk | Ronde van Spanje |
| ---- | ---------------- | ------------------- | ---------------- |
| 1985 |                  |                     |                  |
| 1986 | 130e             |                     |                  |
| 1987 |                  | buiten tijd (1)     |                  |
| 1988 |                  | 143e                |                  |
| 1989 |                  |                     |                  |
| 1990 |                  |                     |                  |
| 1991 |                  | opgave              |                  |
| 1992 |                  |                     | 119e             |
| 1993 |                  |                     |                  |
| 1994 |                  |                     |                  |
| 1995 |                  |                     |                  |

| Jaar | Milaan-San Remo | Gent-Wevelgem | Ronde van Vlaanderen | Parijs-Roubaix | Amstel Gold Race | Luik-Bast.‑Luik | Ronde van Lombardije | Parijs-Brussel | Parijs-Tours | E3 Harelbeke |  | Wereldranglijsten |
| ---- | --------------- | ------------- | -------------------- | -------------- | ---------------- | --------------- | -------------------- | -------------- | ------------ | ------------ |  | ----------------- |
| 1985 | 44e             |               | 13e                  |                | 6e               |                 |                      |                |              |              |  |                   |
| 1986 |                 |               | 12e                  | 10e            |                  |                 |                      |                |              |              |  |                   |
| 1987 | 150e            | 70e           | 11e                  | 8e             | 8e               |                 |                      | 5e             | 112e         | 8e           |  |                   |
| 1988 | 38e             | 24e           | 79e                  | 59e            | 13e              |                 |                      | 98e            |              | 8e           |  |                   |
| 1989 |                 | 91e           | 14e                  | 17e            | 4e               | 115e            | 39e                  | 103e           | 18e          |              |  | 47e (UWB)         |
| 1990 |                 | 16e           | 28e                  |                |                  |                 |                      | 39e            |              |              |  |                   |
| 1991 | 57e             | 81e           | 28e                  | 7e             | 90e              | 13e             |                      | 16e            | Brons        |              |  | 17e (UWB)         |
| 1992 | 7e              | 10e           | 52e                  | 8e             | 73e              |                 |                      | 9e             | 13e          | 10e          |  |                   |
| 1993 | 12e             | 28e           | 31e                  | 17e            | 20e              | 59e             |                      | 5e             |              | 7e           |  |                   |
| 1994 |                 | 71e           | 29e                  | 10e            |                  | 30e             |                      | 52e            | 99e          |              |  |                   |
| 1995 |                 | 11e           | 56e                  |                |                  |                 |                      |                |              |              |  |                   |